# Necrofauna
Necrofauna es un concepto que se refiere a las especies anteriormente extintas y que han sido reproducidas biológicamente o recreadas mediante un proceso de desextinción.
Los seres desextintos son similares a su especie anterior y no réplicas idénticas. Debido a factores tecnológicos, biológicos y medioambientales, están considerados como organismos nuevos. Revive and Restore, una organización sin fines de lucro que persigue la búsqueda de la desextinción con transparencia al público, describe la creación de necrofauna como la transferencia de los genes de la especie extinta al genoma de una especie emparentada, convirtiéndole eficazmente en una versión viviente de la criatura extinta."
Mientras la existencia de necrofauna es en gran parte hipotética, una cabra fue el primer —y por el momento, único— animal utilizado en la experimentación del proceso de desextinción con relativo éxito. El animal revivido nació, pero murió minutos más tarde debido a un defecto pulmonar.
El movimiento de desextinción y la necrofauna son altamente polémicas en los sectores conservadores y en los círculos científicos. Muchos conservadores argumentan que crear necrofauna podría disminuir los esfuerzos dirigidos a la urgencia de salvar especies en peligro de extinción aún sobrevivientes. También ha generado preocupación el riesgo de un posible impacto por agotamiento ecológico que el medioambiente podría padecer al introducir una especie nueva en un entorno donde no haya existido.

## Etimología
El término necrofauna es un neologismo constando de dos morfemas. El primer morfema, “necro,” proviene el prefijo griego necro, significando muerte. “Fauna,” entretanto, refiere a los animales que habita un periodo de tiempo particular o entorno y está derivado de la Fauna de nombre griega, la diosa Romana de tierra y fertilidad.
La primera persona en acuñar el neologismo “necrofauna” fue Alex Steffen en el artículo de Earth Island Journal de Jason Mark, titulado “Back from Death.” La palabra fue utilizada en el contexto de describir el fenómeno de "necrofauna carismática," el cual expresa la posibilidad que sólo la especie carismática segura pueda ser escogida como candidata para la desextinción con base en preferencias humanas, o que tales esfuerzos de resurrección podrían distraer la atención de la ayuda a "especies" menos carismáticas que están actualmente en peligro.